# North Carolina Arboretum
El Jardín Botánico de Cape Fear, en inglés: North Carolina Arboretum, es un jardín botánico y arboreto de 434 acres (175.64 hectáreas) de extensión que se encuentra en Asheville, Carolina del Norte. 
Este jardín botánico está administrado por Universidad de Carolina del Norte. Es miembro del Botanical Gardens Conservation International. 
Alberga la colección nacional de azaleas del North American Plant Collections Consortium.
Su código de reconocimiento internacional como institución botánica (en el Botanical Gardens Conservation International BGCI), así como las siglas de su herbario es WNCA.

## Localización
Se encuentra en el interior del "Bent Creek Experimental Forest" del "Pisgah National Forest" al suroeste de Asheville, cerca del "Blue Ridge Parkway".
North Carolina Arboretum 100 Frederick Law Olmsted Way Asheville, Buncombe county, North Carolina 37-02140 United States of America-Estados Unidos de América
Planos y vistas satelitales.35°29′51.36″N 28°36′32.4″O / 35.4976000, -28.609000
- Promedio anual de lluvias: 411 mm
- Altitud: 762.00 m s. n. m.
- Área total de invernaderos: 650 Metros
- Área total de umbráculos: 279 Metros

Está abierto a diario excepto el día de Navidad. La entrada es gratuita, pero se cobra el aparcamiento de los vehículos.

## Historia
Aunque la idea del arboreto se remonta al arquitecto paisajista Frederick Law Olmsted en 1898, que quiso crear un jardín botánico en el cercano Biltmore Estate, el arboreto de hoy en día fue establecido por la Asamblea General hace relativamente poco, en 1986, como una instalación interinstitucional depedendiente de la Universidad de Carolina del Norte.
En 1989, el sitio fue designado oficialmente el Arboretum de Carolina del Norte.
Siendo un centro para la mejora de la educación, la investigación, la conservación y el desarrollo económico. El jardín botánico, y el arboreto ofrece una amplia gama de actividades para los visitantes de todas las edades.
El Arboreto de Carolina del Norte es una institución pública de educación integradora, del paisaje y la investigación, que eleva la calidad estética, cultural y económica de los ciudadanos en Carolina del Norte. 
El Arboreto, a través de la conservación de los valores tradicionales, la ingeniosidad del medio ambiente y mística botánica de la región sur de los Apalaches, amplía las expresiones contemporáneas de gestión del paisaje.

## Colecciones
En el jardín botánico alberga unas 2000 Accesiones de plantas vivas, con unos 2366 taxones en cultivo.

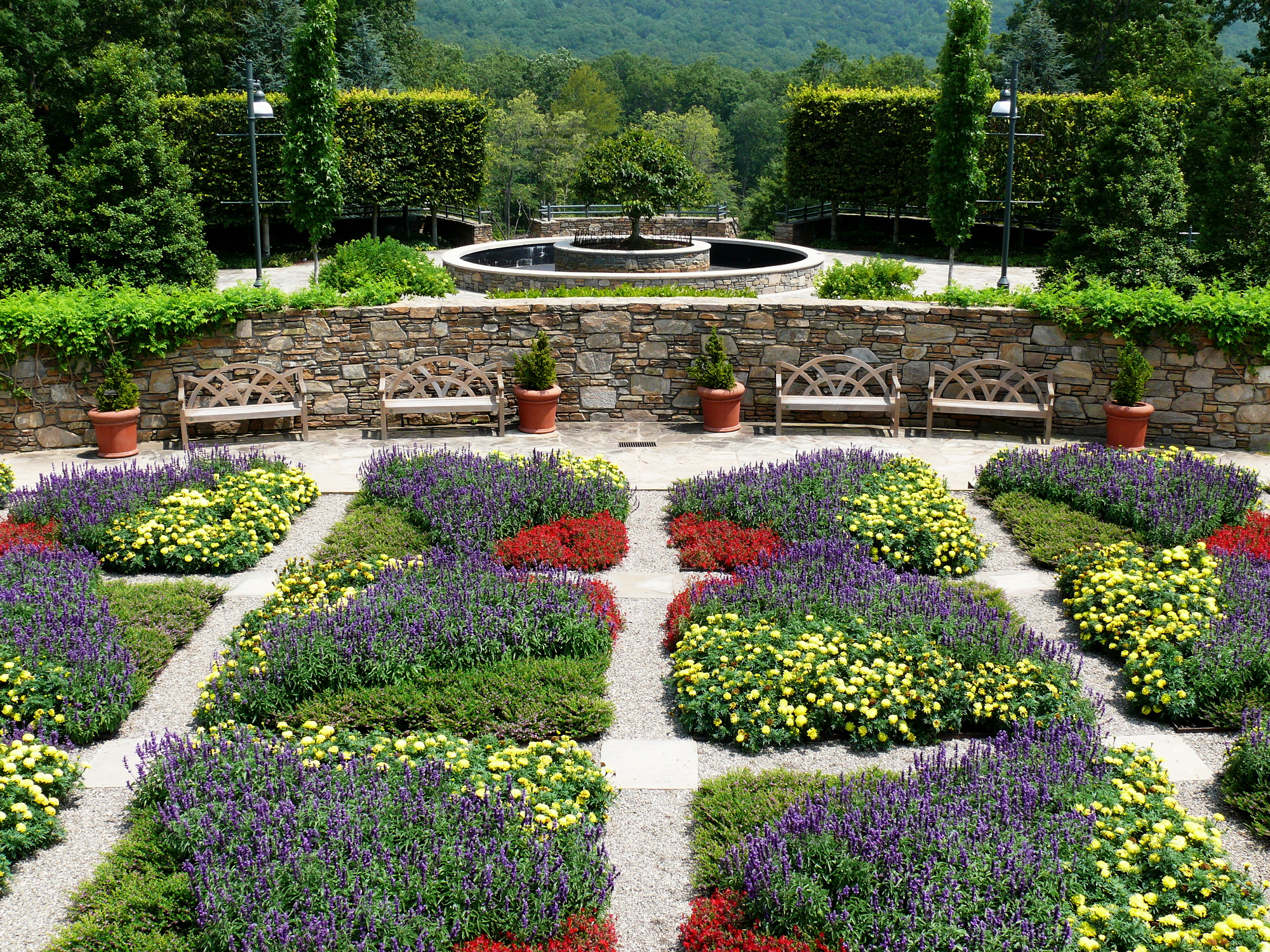
"Blue Ridge Quilt Garden" en el aboreto de Carolina del Norte.

- Blue Ridge Quilt Garden - parterre que refleja diseños geométricos con plantas de la Montañas Blue Ridge.
- Cliff Dickinson Holly Garden - una colección de variedades de acebos tanto nativos de América como de otras procedencias.
- French Broad River Watershed Training Center - Donde se muestran los programas educativos relativos a orillas de los arroyos y cursos de agua, manejo de pastos, aguas pluviales y control de la erosión.
- Heritage Garden - un jardín de exhibición de plantas utilizadas en las artesanías tradicionales de la zona occidental de Carolina del Norte, incluyendo tintes, cestería, fabricación de papel, y de escobas.
- National Native Azalea Repository - un jardín a lo largo de un sendero en el que están representandas casi todas las especies nativas de azaleas de los Estados Unidos, con las variedades cultivadas e híbridos. Este depósito es parte de la North American Plant Collections Consortium.
- Plant Professional Landscape Garden (2 acres) - un programa de estudio, la formación, y laboratorio de ensayo que contiene 250 + plantas ornamentales de las Plantas del examen del certificado profesional.
- Plants of Promise Garden - jardines de demostración residenciales que incluyen las plantas que se están evaluando para el sur de la región de los Apalaches.
- Stream Garden - un ambiente formal de árboles, arbustos y plantas perennes.
- Support Facility Perennial Border - colección de plantas ornamentales de flor perennes.

## Colección de Bonsáis

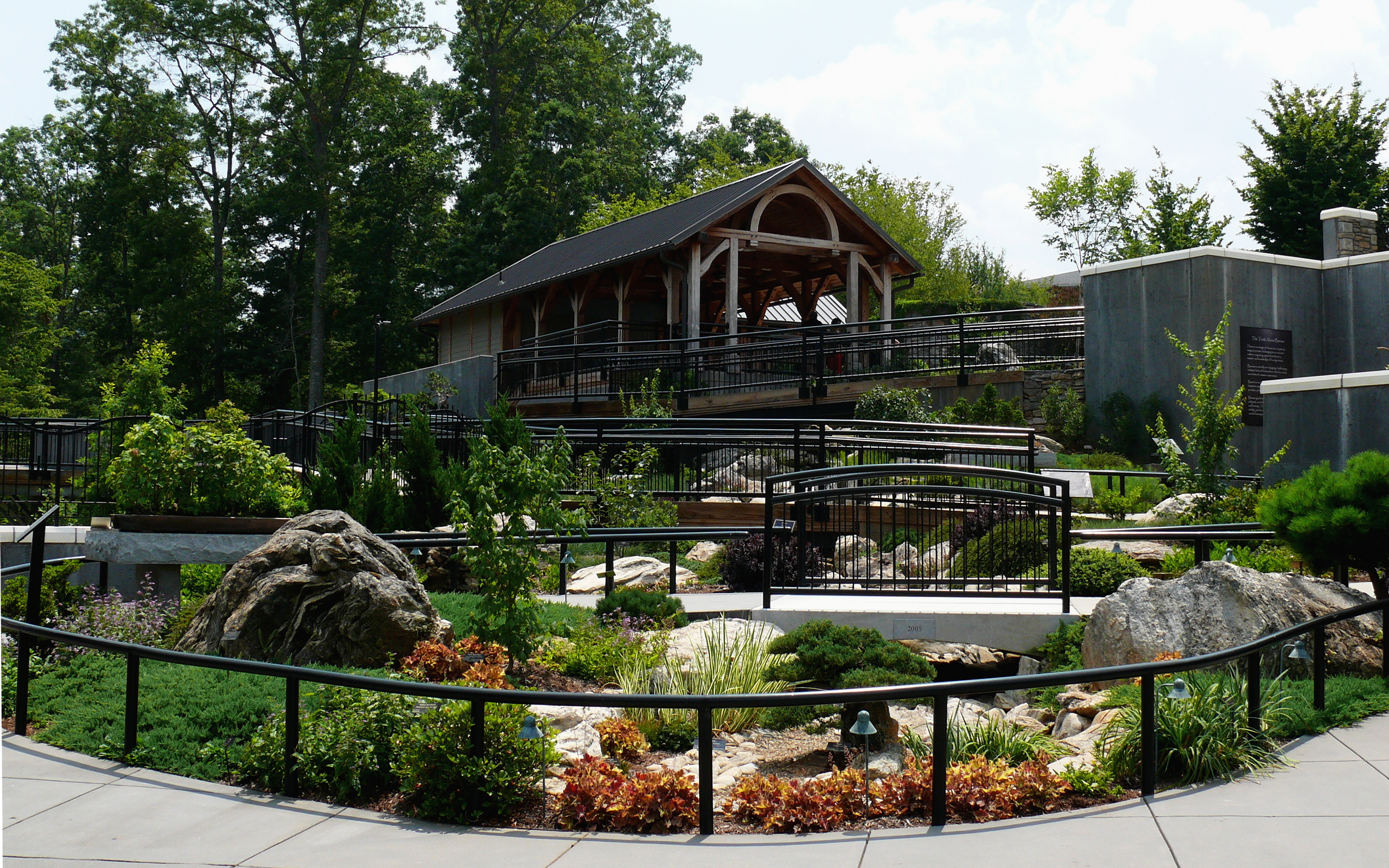
Jardín de Bonsáis

La colección de bonsais del arboreto fue creada en 1992 con la donación de un gran número de plantas y recipientes de George Staples. Hoy en día la colección incluye cerca de 100 ejemplares de pantalla, con más de 100 variedades adicionales en diversas etapas de desarrollo. Las muestras incluyen árboles asiáticos tradicionales como aceres japoneses y olmos chinos; plantas tropicales como la higuera de hoja de sauce, las especies americanas como el ciprés calvo y diversas especies de pinos.
El arboretum está todavía en desarrollo activo. Incluye muchas rutas de senderismo y ciclismo.
Su colección incluye un árbol de buen porte de Metasequoia plantado en 1950, y ahora pasa por ser el más alto en el sur de los Estados Unidos con más de 100 pies (30 m) en altura).